# Marienbad (loď)

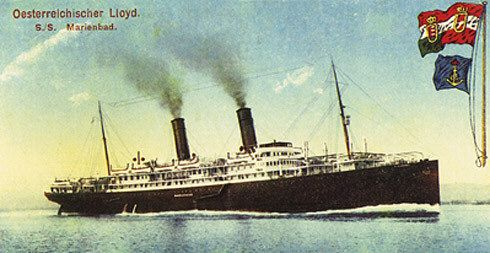
Loď Marienbad na staré pohlednici

Loď Marienbad (česky Mariánské Lázně) byla zaoceánský parník pojmenovaný podle lázeňského města Mariánské Lázně. Byla 137,9 m dlouhá, 17,1 m široká a výtlak měla 8217 tx či 8448 BRT. Provozovala ji společnost Lloyd Austriaco (uváděno též jako Österreichische Lloyd či Lloyd Park). Interiéry parníku byly vyzdobeny výjevy z Mariánských Lázní a na vlajce se nacházel znak města.
Spuštěna na vodu byla v lednu 1913 v Terstu. Na svou první plavbu vyplula 2. srpna 1913 z Terstu a mířila do Indie. V roce 1916 zajali loď v řeckém Patrasu Britové, předali ji Francouzům a ti ji přejmenovali na General Gallieni podle svého divizního generála Josepha Gallieniho, který ve stejném roce zemřel. V roce 1923 ale loď obdržela nové jméno Pellerin de Latouche. Začala ji provozovat společnost Compagnie Générale Transatlantique (French Line), která ji obdržela od francouzské vlády. Loď se plavila především po Atlantiku. V roce 1937 byla sešrotována.